# John Millen
Pour les articles homonymes, voir Millen.
John Charles Millen, né le 18 octobre 1960 à Toronto, est un skipper canadien.

## Carrière
John Millen participe aux Jeux olympiques d'été de 1988 à Séoul et remporte avec Frank McLaughlin la médaille de bronze dans la catégorie du Flying Dutchman.